# Buhi
Buhi é um município de  primeira classe de renda municipal (d) na província Camarines Sul, nas Filipinas. De acordo com o censo de 1 de maio  de  2020 possui uma população de 81 306 pessoas e 18 796 domicílios.